# Killer (píseň, Kiss)
„Killer“ je píseň americké rockové skupiny Kiss vydané na albu Creatures of the Night. Píseň napsali Gene Simmons a Vinnie Vincent. Jedná se o první píseň kterou spolu napsali. Vinnie píseň rozepsal a Gene se k němu připojil, mírně ji změnil a přidal několik nápadů v textu. Ale původcem písně je Vinnie.

## Sestava
- Paul Stanley – zpěv, rytmická kytara
- Gene Simmons – zpěv, basová kytara
- Ace Frehley – sólová kytara, basová kytara
- Eric Carr – zpěv, bicí, perkuse